# Saïd Ben Saïd
Saïd Ben Saïd (* 11. Juli 1966 in Tunis) ist ein tunesisch-französischer Filmproduzent. Er ist Präsident der SBS Productions.

## Leben
Saïd Ben Saïd, Sohn eines Ingenieurs, wuchs in Tunis auf. Filme lernte er durch das Fernsehen und durch Kassetten kennen, die Freunde seiner Eltern nach Tunis schickten. 1984 ging er nach Frankreich, besuchte zur Vorbereitung auf die Hochschule das private Lycée Sainte-Geneviève in Versailles. Danach begann er ein Ingenieurstudium an der ESTP. Noch während des Studiums besuchte er Kurse bei Jean Douchet in der Cinémathèque française sowie regelmäßig die Salle de cinéma UGC.
Bei einer Bewerbung um einen Studienplatz an der École nationale supérieure des métiers de l’image et du son (Fémis), fiel er zwar durch, war aber erfolgreich bei einer Bewerbung bei M 6 und bei der Union générale cinématographique (UGC), einem der bedeutendsten europäischen Filmverleiher.
2010 gründete er die Produktionsgesellschaft SBS Productions. SBS hat inzwischen Filme u. a. von Brian De Palma, Roman Polanski, David Cronenberg, Walter Hill, Kleber Mendonça Filho, Philippe Garrel und Paul Verhoeven produziert.
2018 wurde er in die Academy of Motion Picture Arts and Sciences berufen, die jährlich die Oscars vergibt. Im Jahr 2022 ist er Mitglied der Internationalen Jury der Berlinale, die über die Vergabe des Goldenen und der Silbernen Bären entscheidet.

## Filmografie (Auswahl)
- 2000: Total western
- 2003: Ruby & Quentin – Der Killer und die Klette (Tais-toi !)
- 2004: Die Daltons gegen Lucky Luke (Les Dalton)
- 2006: Le héros de la famille
- 2007: Wir waren Zeugen (Les témoins)
- 2008: Le grand alibi
- 2009: Lucky Luke
- 2011: Der Gott des Gemetzels (Carnage)
- 2012: Passion
- 2012: Zwischen allen Stühlen (Cherchez Hortense)
- 2014: Maps to the Stars
- 2016: Tout de suite maintenant
- 2016: Elle
- 2016: Aquarius
- 2017: L'amant d'un jour
- 2019: Synonymes
- 2019: Bacurau
- 2019: Frankie
- 2021: Benedetta
- 2023: Passages
- 2023: Im letzten Sommer (L’été dernier)
- 2024: Le tableau volé
- 2024: The Shrouds

## Auszeichnungen
Gotham Award
- 2023: Nominierung als Bester Film (Passages)[5]